# Guldlök
Guldlök (Allium moly) är en växtart i släktet lökar och familjen amaryllisväxter. Den härstammar från Frankrike och Spanien men odlas även som trädgårdsväxt i andra delar av världen. Hela växten är ätlig.

## Beskrivning
Guldlöken är en flerårig ört med lök. Löken är nästan klotrund, till 2,5 cm i diameter med pergamentliknande lökskal. Bladen är 1–3 per lök, 20–30 cm långa och 1,5–3,5 cm breda och är nästan helt basala, de är kölade nertill. Blomstjälkarna blir 12–35 cm. Hölsterbladen är två, kortare än 3,5 cm. Blommorna sitter i en flock som blir 4–7 cm i diameter med många blommor, och endast i undantagsfall förekommer bulbiller. Blomskaften är oliklånga så blomställningen blir tillplattad. Blommorna är stjärnlika med klargula hylleblad, som har en grön köl. De blir 9–12 mm långa och 4–5 mm breda. Ståndarna är kortare än hyllet. Frukten är en kapsel som täcks av det vissnade hyllet. Arten blommar tidigt på sommaren.
Guldlök trivs bäst i väldränerad, mullrik jord i sol till halvskugga, och bildar i gynnsam miljö ofta större, sammanhängande tuvor.

## Utbredning
Guldlöken härstammar från sydvästra Frankrike och östra Spanien. Ibland förekommer uppgifter om att arten växer vild i Afrika; det verkar dock röra sig om förväxlingar med arten Allium scorzonerifolium. Arten är en vanlig trädgårdsväxt, och har tillfälligt påträffats i södra Sverige upp till Värmland och Uppland.

## Användning
Hela växten är ätlig, med en skarp vitlökssmak. Den går att skörda mellan april och oktober.

## Sorter
- 'Jeannine' (M.H. Hoog 1978) - 30–45 cm. Den har större (ca 10 cm) och tätare blomflockar än vanligt för arten och bildar ofta två blomstjälkar per lök. Sorten blommar också något tidigare. Den hittades i spanska Pyrenéerna 1978.

## Synonymer
Enligt Wikispecies:
- Allium aureum Lam., nom. illeg.
- Allium flavum Salisbury nom. illeg.
- Allium moly L.
- Cepa moly Moench
- Kalabotis moly Rafinesque
- Molyza moly Salisbury